# Lispe hamanae
Lispe hamanae este o specie de muște din genul Lispe, familia Muscidae, descrisă de Hori și Hiromu Kurahashi în anul 1966. Conform Catalogue of Life specia Lispe hamanae nu are subspecii cunoscute.